# Veine pulmonaire

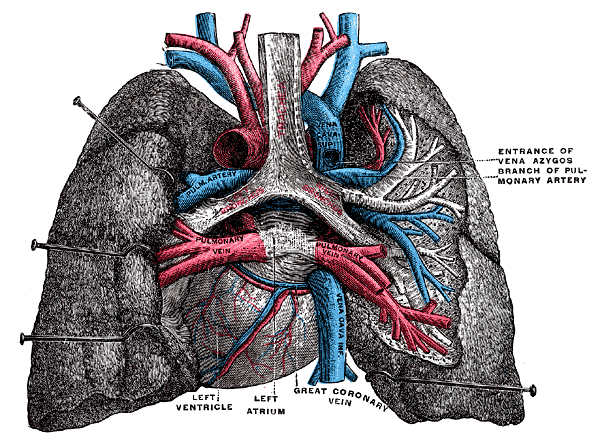
Vue postérieure du thorax, œsophage retiré, montrant les veines pulmnoaires inférieures

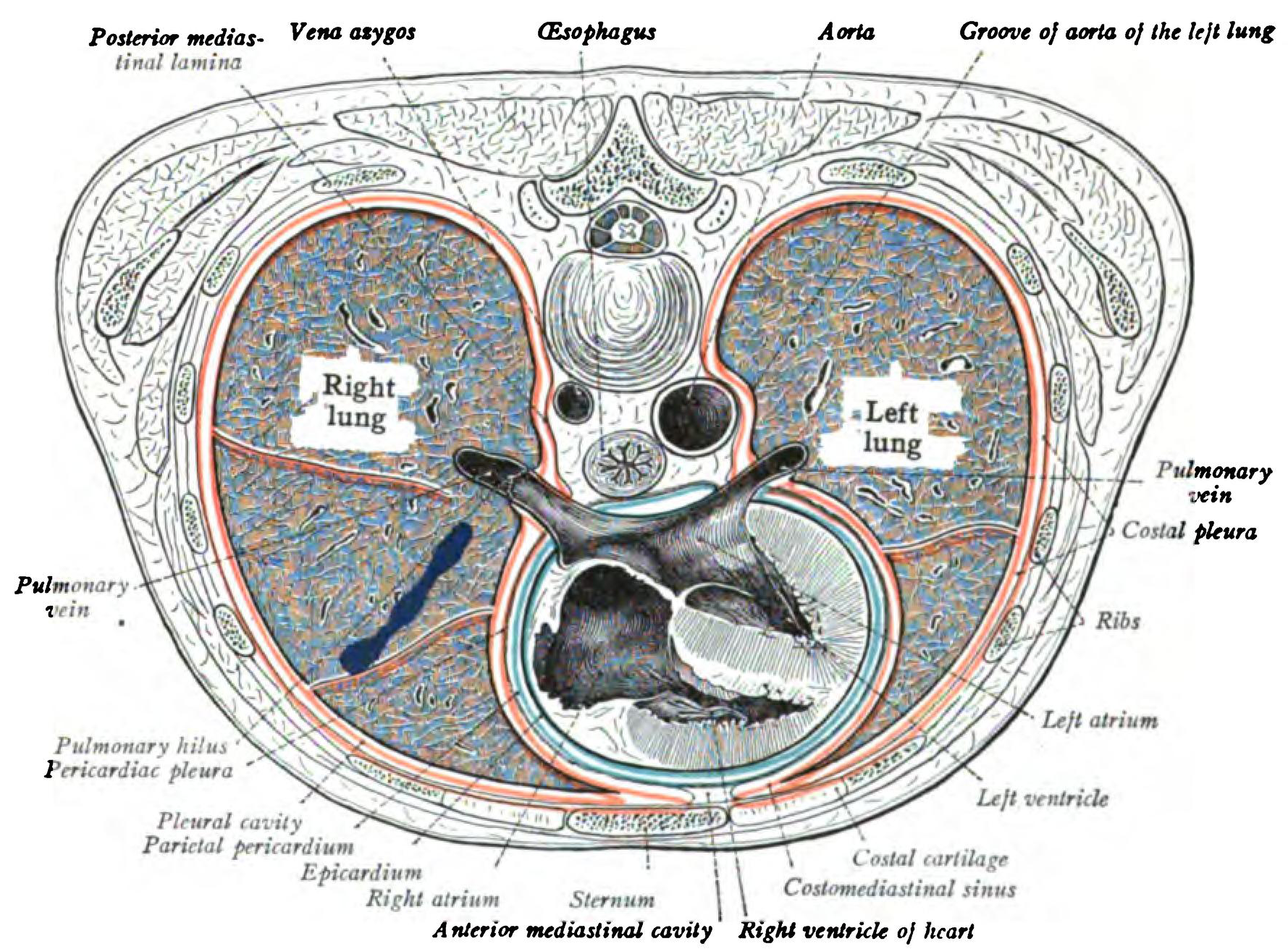
Coupe horizontale du thorax au niveau des veines pulmonaires inférieures

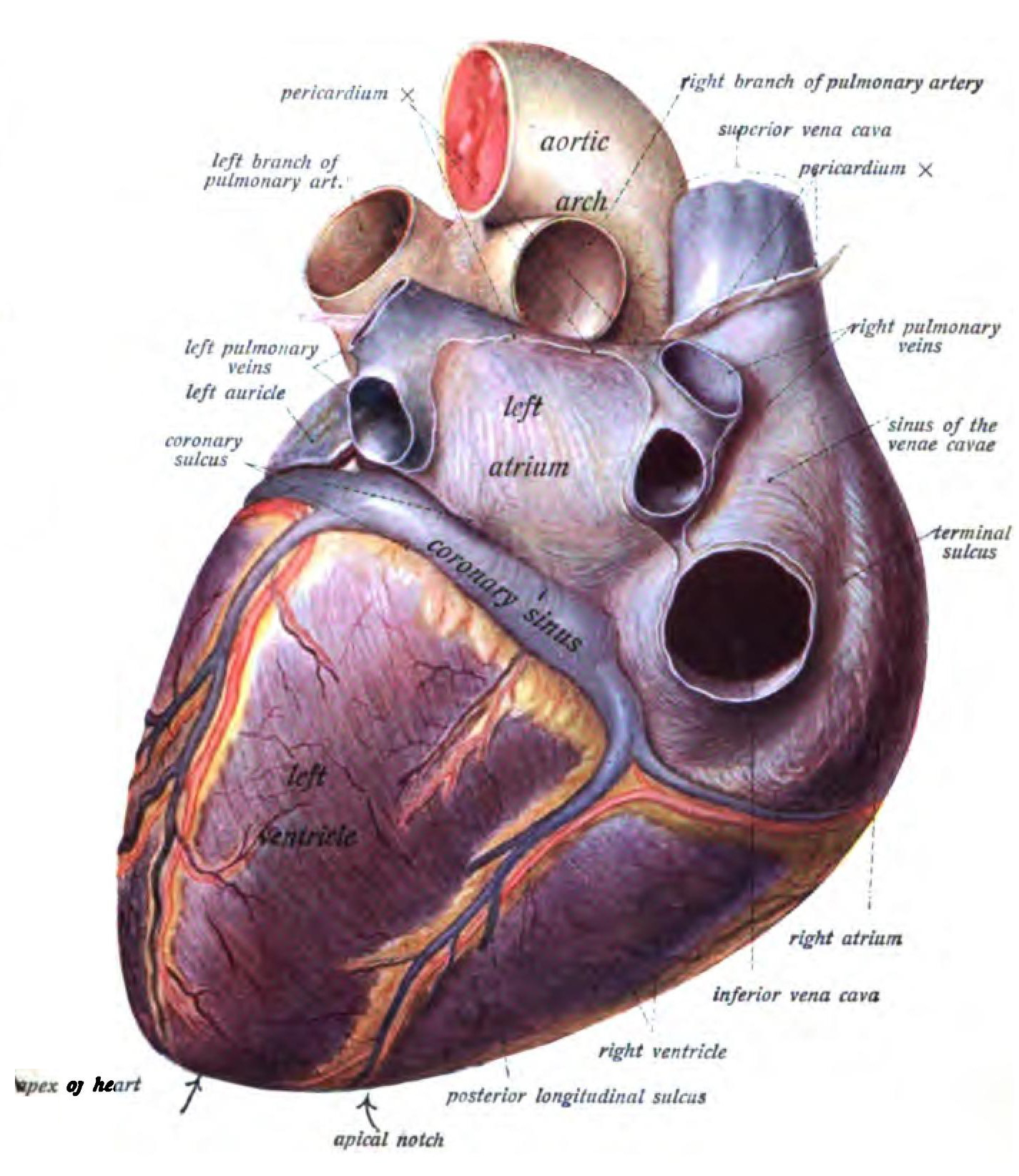
Vue postérieure du cœur montrant la terminaison des veines pulmonaires

Les veines pulmonaires sont les veines qui transportent du sang riche en oxygène des poumons vers l'atrium gauche (anciennement oreillette gauche) du cœur. Elles sont au nombre de quatre, soit deux pour chaque poumon.

## Description
Les deux paires de veines pulmonaires, supérieure et inférieure, sont situées dans le thorax. Les veines pulmonaires gauches et droites proviennent respectivement du poumon gauche et du poumon droit. Elles mesurent en moyenne 15 cm de longueur pour 15 mm de diamètre et sont dépourvues de valve.

### Origine
De chaque côté, les veines pulmonaires sont formées par la confluence des réseaux capillaires des alvéoles pulmonaires, des petites ramifications bronchiques et de la plèvre viscérale en veines intra- et intersegmentaires, aboutissant à une veine par lobe puis deux troncs veineux principaux au niveau du hile pulmonaire.
À droite, la veine pulmonaire supérieure est issue de la réunion des veines apicale, antérieure et postérieure du lobe supérieur ainsi que de la veine du lobe moyen. À gauche, la veine pulmonaire supérieure est issue de la réunion des veines apico-postérieure, antérieure et lingulaire du lobe supérieur. De chaque côté, la veine pulmonaire inférieure est issue de la réunion des veines supérieure et basale du lobe inférieur.

### Trajet
Les quatre veines pulmonaires ont un trajet horizontal vers la partie postérieure de l'atrium gauche du cœur ; ce trajet est légèrement incliné vers le bas pour les veines supérieures. Elles traversent le péricarde fibreux où elles sont partiellement recouvertes de séreuse puis s'abouchent individuellement dans la partie lisse de l'atrium gauche du cœur.

### Rapports
De chaque côté, la veine pulmonaire supérieure est située en dessous de l'artère pulmonaire et en avant de la bronche principale ; quant à la veine pulmonaire inférieure, elle est située en dessous et un peu en arrière de la veine pulmonaire supérieure. À droite, la veine pulmonaire supérieure passe en arrière de la veine cave supérieure tandis que la veine pulmonaire inférieure passe en arrière de l'atrium droit du cœur. À gauche, les deux veines pulmonaires passent en avant de l'aorte thoracique descendante.

### Branches collatérales
Au cours de leur trajet, les seules branches collatérales reçues par les veines pulmonaires sont constituées par quelques veines bronchiques.

## Exploration
L'abouchement des veines dans l'atrium gauche peut être visualisée en échocardiographie ou par une échographie transœsophagienne. Elles sont toutefois mieux explorées par un scanner thoracique ou par une IRM.

## Maladies
Il peut exister des malformations congénitales avec abouchement d'une ou plusieurs veines pulmonaires, non pas dans l'atrium gauche, mais dans une veine cave, donnant un retour veineux pulmonaire anormal. Elles peuvent également simplement rétrécies.
La partie proche de l'abouchement dans l'atrium gauche peut être le lieu d'une dépolarisation ectopique. L'isolation électrique par radio-fréquence de ces veines est le principe de la cure de certaines fibrillations atriales. Le geste peut être compliqué d'un rétrécissement de ces veines.